# 拳王 (プロレスラー)
拳王（けんおう、1985年1月1日 - ）は、日本の男性プロレスラー。本名：中栄 大輔（なかえ だいすけ）。徳島県徳島市出身。YouTuber。プロレスリング・ノア所属。血液型A型。

## 来歴

### デビュー前
- 3歳の時に日本拳法を習い始める。
- 徳島県立徳島東工業高等学校在学時、第32回全日本拳法高校個人選手権大会で優勝。
- 2003年、明治大学入学[2]。史上最年少で第43回全日本拳法総合選手権大会で優勝[3]。
- 2005年、第6回日本拳法フランス世界大会で優勝[4]。
- 2005年（第21回）、2006年（第22回）全日本学生拳法個人選手権優勝[3] で2連覇達成。
- 2007年、中学（社会）・高等学校(地歴)の教諭免許を取得。

### みちのくプロレス
- 幼い頃からプロレスに関心があり、同郷の新崎人生を頼ってみちのくプロレスに入門。2008年3月2日みちのくプロレス徳島大会にて、対アレクサンダー大塚戦でデビューを果たした。リングネーム「拳王」は日本拳法のチャンピオン、という意味で新崎人生が名付けた。
- 2009年6月19日、ザ・グレート・サスケデビュー20周年突入ツアー後楽園ホール大会において、人生の呼び込みによりサスケの挑戦を退けたフジタ"Jr"ハヤトの前に現れ、東北ジュニアヘビー級王座への挑戦を表明した。
- 9月5日、岩手・矢巾町民体育館にて復帰し、ハヤトから王座を奪取して第12代王者となった。
- 2010年、これまで3度の防衛に成功していたが11月、サスケとの防衛戦にて陥落。
- 2011年、プロレスリング・ノアのジュニアタッグリーグに参戦し（拳王のパートナーは剣舞。）、拳王としては初の他団体参戦となった。リーグ戦初日に対戦相手のKENTAからピンフォールを奪う金星を取った。成績は拳王の2勝2敗であった。
- 東北ジュニアヘビー級王座に返り咲いた際に「みちのくを変える」と2012年に拳王自身、初となるヒール軍団「阿修羅」をバラモン兄弟、日向寺塁、野橋太郎で結成する。
- 2013年、提携を結んだ4FW参戦のため初のイギリス遠征へ旅立った。現地でデイビー・リチャーズと東北ジュニアヘビー級王座の防衛戦を行い、勝利している。
- 12月13日、後楽園ホール大会で南野タケシを相手に東北ジュニアヘビー級王座の2度目の防衛に成功する。しかし試合後、拳王は自身のさらなる成長のためにプロレスリング・ノアへの本格参戦を希望して王座を返上してしまう[5]。
- 2014年1月5日、みちのくプロレス所属のまま拳王のプロレスリング・ノアへの長期参戦が決定した[6]。ノアへの本格参戦の初戦となった後楽園ホール大会にて拳王は森嶋猛、マイバッハ谷口、大原はじめと結託し、ヒールユニット「超危暴軍」の一員として活動を開始した。
- 3月2日、「徳島プロレス祭2014〜拳王デビュー6周年記念日凱旋記念興行〜」でKENTAと一騎討ちをするも、敗れた。
- 3月8日、有明コロシアム大会でGHCジュニアヘビー級タッグ王座に大原と組んで挑戦するも、敗れる。
- 5月31日、ディファ有明大会で原田大輔の持つGHCジュニアヘビー級王座に挑戦を表明。
- 7月5日、原田の持つGHCジュニアヘビー級王座に挑戦するが、敗れた。
- 10月12日、GHCジュニアヘビー級タッグ王座に挑戦し、奪取に成功する。（拳王のパートナーは大原はじめ。）

### プロレスリング・ノア
- 2015年3月28日、プロレスリング・ノアに移籍。
- 2016年3月19日、GHCジュニアヘビー級タッグ王座を奪取する。
- 7月、スーパーJカップに出場し一回戦でグルクンマスクを破り、2回戦で新日本プロレスのKUSHIDAと対戦したが敗れた。
- 12月24日、ヘビー級転向を示唆し、共闘していた大原とのタッグ「ケンオーハラ」を解消する。
- 2017年1月7日、ヘビー級に転向。
- 1月21日、潮崎豪&マイバッハ谷口の持つGHCヘビー級タッグ王座にマサ北宮とのタッグで挑戦して勝利を収め、ヘビー級転向後初の王座戴冠となった。
- 2月24日、北宮とタッグを組んで杉浦貴&清宮海斗組とタッグマッチで対戦した。だが、試合途中に拳王のパートナーでもある北宮が監獄固めを決めている最中に突如乱入しながらも妨害し、拳王は杉浦と結託して北宮をリンチした。
- 12月22日、エディ・エドワーズからダイビングフットスタンプでGHCヘビー級王座を奪取。
- 2019年5月、拳王は小峠篤司、マサ北宮、稲村愛輝と共に反体制ユニット「金剛」を結成する（後に小峠、稲村、北宮、途中加入した覇王、亜烈破、タダスケ、中嶋勝彦、Hi69は離脱。征矢学、 船木誠勝、大原はじめが加入。）
- 9月16日、大阪府立体育会館第1競技場大会でN-1 VICTORY優勝を果たす。
- 2020年12月6日、桜庭和志と対戦。終始桜庭に押されるも、仕掛けられた変形ひざ固めをエビ固めで押さえ込んで怪勝。桜庭の両肩がマットに着いておらず、またレフリーもそれに気付いていない中でカウント、自身だけは頭脳プレイだとアピール。インタビューや、会見で語っていた事とは裏腹に、アンフェアな一面を覗かせる。
- 2021年4月11日、知人の新築祝いに参加。新型コロナウイルスに感染し、18日に発症。16日に新築祝いに参加した者の中にPCR検査陽性となった者がいることを知り、17日に自身も民間で検査を受け、陽性反応が出る。18日から咳と熱に苦しめられ、21日からは入院していた。NOAH所属レスラー初の感染者となり、金剛メンバーである征矢学・覇王・タダスケが濃厚接触者となる。
- 5月2日TVマッチにサプライズ出演し、新型コロナウイルスに感染したことへの謝罪と5月15日に復帰することを宣言した。
- 2021年9月8日、DRAGON GATEに電撃来場。拳王はマイクで、「オレはまだまだやり足りないぞ！」とアピールし、YAMATOと一触即発となった。[7]
- 11月3日、オープン・ザ・ツインゲート王座を保持する横須賀ススム＆KING清水組を相手に覇王と組んで挑戦したが、惜しくも敗れた。
- 2022年4月15日、公式YouTubeチャンネル「拳王チャンネル」を開設、YouTuberとして活動を開始。
- 7月16日、日本武道館で小島聡（新日本プロレス）からGHCヘビー級王座を奪還。
- 2023年3月21日、全日本プロレス大田区総合体育館大会にて征矢学と世界タッグ王座に挑戦し、奪取した。
- 4月4日、DRAGON GATE新宿FACE大会にて近藤修司とオープン・ザ・ツインゲート王座に挑戦し、奪取した。
- 10月28日、福岡国際センター大会でジェイク・リーを破り自身3度目のGHCヘビー級王座を戴冠。

## 得意技
日本拳法をベースとしており、蹴り技を中心とした荒々しいファイトが代名詞である。

### フィニッシュ・ホールド
拳王スペシャル
正面から相手の右手を掴み、そのまま蹴り等で相手を倒した後、左足を絡ませながら前方回転して相手をうつ伏せにし、両手で顔面を固めて締め上げる変型肩固め式クロスフェイス。自身のYouTubeチャンネル『拳王チャンネル』において合気道家の白川竜次とコラボし、白川が拳王のために考案した合気道xプロレスの融合技。
P.F.S（プロフェッショナル・フット・スタンプ）
現在の拳王のフィニッシャーで、通常のダイビングフットスタンプ、相手の後頭部に目掛けて投下するダイビングフット・スタンプも使用している。
ローリング・ダイビングフット・スタンプ
コーナー最上段から体を360度前方回転して、仰向けになった相手の腹部にフット・スタンプを叩き込む。
炎輪（えんりん）
コーナー最上段から体を360度後方回転して、仰向けになった相手の腹部にダブル・ニー・アタックを叩き込む。
技名の由来は、自身のYouTubeチャンネル「拳王チャンネル」にて決められた物であり、『蹴炎（しゅうえん）』、『K・O』、『炎輪』の3つに絞り、悩んだ末に付けられた技である。
羅喉（らごう）
相手の両腕をクロスアームで交差させたまま、相手を捕らえてからカナディアン・バッグブリーカーの体勢で担ぎ上げ、そこから両腕を前方へ引っ張り、振り子の体勢で勢いよく360°後方回転させて後頭部からマットに叩きつける。ヘビー級転向後は、封印状態となっている。
蹴暴（きぼう）
柴田勝頼、KENTAのPKと同型。
右ハイキック
ドラゴンスープレックス
拳王のドラゴンスープレックスはホールド式、投げっぱなし式のどちらも使用している。この他にも、エプロンサイドでの投げっぱなし式ドラゴンスープレックスや雪崩式ドラゴンスープレックスも使用する。
アンクルホールド
ヘビー転向後はこの体勢から自身が持っている相手の足を高く上げ、がら空きの相手の腹部に蹴りを入れるパターンも使用している。

### 打撃技
エルボー
エルボー・スタンプ
バックエルボー
掌底
拳王の掌底は、相手をKOする場合もある。またはこの技を放ってから右ハイキックに移行するパターンも多用している。
張り手
ナックルパンチ
各種キック
ローキック、ミドルキック、ローリング・ソバット、ハイキック等を使用する。ハイキックに関してはフィニッシャーになる場合もある。
バズソーキック
仰向けになった相手の上半身を起こして、相手の左側頭部を振り抜いた右足の甲で蹴り飛ばす。
ドロップキック
ミサイルドロップキック
輪廻
後方回転延髄蹴り。拳王の師匠でもある人生の技であり、現在でも多用している。

### 絞め技
スリーパー・ホールド
拳王のスリーパー・ホールドは通常、胴締め式の2種類を使用する。この技がフィニッシュになることもある。
ラクダ固め
オカダ・カズチカのレッドインクと同型の技。相手の足をクロスさせてのキャメルクラッチで、最近は使用していない。

### 投げ技
変型ファルコンアロー
一般的なファルコンアローとは違い、自身も前方に倒れ込みながら落とすのが特徴である。
ブレーンバスター
雪崩式ブレーンバスター
ジャーマンスープレックス
基本的には上記のドラゴンスープレックスを使うが、拳王の場合は稀に通常のジャーマンを使用することもある。
バックドロップ
DDT

### 飛び技
ダイビング・フット・スタンプ

## 入場曲
- 初代 : 幻夜 GEN-YA（六三四）
- 2代目 : 失恋モッシュ（GARLICBOYS）- 現在使用中。
- 激情のテーマ ～ 失恋モッシュ（GARLICBOYS） - タイトルマッチで使用。メドレー形式として使用。

## タイトル歴
プロレスリング・ノア
- GHCヘビー級王座 （第30代、第40代、第43代、第47代）
- GHCナショナル王座（第3代、第7代）
- GHCジュニアヘビー級タッグ王座（第23代、第26代）（パートナーは大原はじめ×2）
- GHCタッグ王座（第37代、第38代、第70代）（パートナーはマサ北宮→杉浦貴→佐々木憂流迦）
- グローバル・リーグ戦/N-1 VICTORY優勝（2017年、2019年）
- 日テレG+杯争奪ジュニアヘビー級タッグ・リーグ戦優勝（2014年）（パートナーは大原はじめ）

全日本プロレス
- 世界タッグ王座（第95代）（パートナーは征矢学）

DRAGON GATE
- オープン・ザ・ツインゲート王座（第62代）（パートナーは近藤修司）

みちのくプロレス
- 東北ジュニアヘビー級王座（第12代、第15代、第17代）
- みちのくふたり旅優勝（2012年）（パートナーは日向寺塁）

プロレス大賞
- 2023年度プロレス大賞 敢闘賞

## 人物
- リングに上がる意味を聞かれて、「その日に会場に来てくれた観客のために闘う」などと答えるレスラーは二流であり、「ノアにはしょうもないレスラーしかいない！」とインタビューで話していた[9]。
- 好物は沖縄料理で、巡業先で一番好きな料理も沖縄料理であり[9]、フーチャンプルーが好き[10]。
- NHKの連続テレビ小説『ちむどんどん』を毎日8時17分まで録画して視聴していた[10]。
- 母校の明治大学拳法部のコーチを務めている[11][12]。

## 舞台出演
- 2.5次元プロレス『夢幻大戦』（2017年11月27日） - 影幻春架役

## 拳王チャンネル3周年大感謝祭
| ■シングルマッチ（15分1本勝負）                            |                                             |                                  |
| 〇KENTA                                                   | 9分53秒 逆エビ固め                          | 小田嶋大樹●                      |
| ■エキシビジョンマッチ（5分）                              |                                             |                                  |
| 拳王                                                      | ※勝敗なし                                   | 里村明衣子                       |
| ■6人タッグマッチ（20分1本勝負）                           |                                             |                                  |
| ○清宮海斗 アレハンドロ 三富兜翔                           | 12分25秒 シャイニング・ランサー →片エビ固め | 近藤修司 大原はじめ● カツオ      |
| ■シングルマッチ（20分1本勝負）                            |                                             |                                  |
| ○ダンプ松本 with丸藤正道 &ZAP                             | 5分31秒 ラリアット →体固め                  | ブラックめんそーれ●              |
| ■拳王チャンネルコラボ 異種格闘技戦 プロレス VS 武術の達人 |                                             |                                  |
| ●オオワダサン                                             | -                                           | 雨宮宏樹○ with白川竜次 &北川貴英 |
| ■タッグマッチ（30分1本勝負）                              |                                             |                                  |
| ○鈴木みのる 松本浩代                                      | 18分11秒 ゴッチ式パイルドライバー →体固め   | 征矢学● 橋本千紘                 |
| ■タッグマッチ（60分1本勝負）                              |                                             |                                  |
| ○拳王 新崎人生                                            | 18分10秒 拳王スペシャル                     | 高橋ヒロム 剣舞●                 |